# 2016年8月中國大陸

## 8月1日
- “呼格吉勒图案”专案组组长冯志明因受贿罪、贪污罪、非法持有枪支弹药罪、巨额财产来源不明罪[1]受审。

## 8月5日
- 凌晨四时许，大连市人民政府相关部门拆除星海广场标志性建筑——九龙华表。星海广场及九龙华表系薄熙来主政大连时建造[2]。

## 8月9日
- 近日，中共中央纪律检查委员会、中共中央文献研究室编辑的《习近平关于严明党的纪律和规矩论述摘编》，由中央文献出版社、中国方正出版社出版。书中收入200段论述，摘自习近平同志2012年11月16日至2015年10月29日期间的讲话、文章等40多篇重要文献。许多论述是第一次公开发表。其中，该书第六篇重点阐述“抓住领导干部这个‘关键少数"。[3]
- 中华人民共和国外交部部长王毅访问肯尼亚、乌干达和印度[4]。